# 彼得斯堡 (明尼蘇達州)
彼得斯堡（英語：Petersburg）是位於美國明尼蘇達州傑克遜縣彼得斯堡鎮區的一個非建制地區。

## 地理
彼得斯堡所處的海拔為高於海平面400米（即1312英呎），而該地所採用的時區為UTC-6，即北美中部時區（CST）。同時該地設有夏令時間，為UTC-6調快一小時，即UTC-5（CDT）。